# Bathroom
 (juillet 2025).
Pour plus de détails, voir Fiche technique et Distribution.
Bathroom est un court métrage français, signé Herbert Mathese, tourné le 28 décembre 1970 à Paris dans une salle de bains en même temps que Serenity !

## Synopsis
« Discours sur la propreté » selon l'auteur. 
Deux personnages, à l'étroit dans une salle de bains. 
Glamour trash. Tandis qu'Anne parle de ses chats et de sa mère en se maquillant, Hans Christian raconte en se mouchant dans le lavabo une scène de Boudu sauvé des eaux où Boudu (Michel Simon), qui a la manie de cracher par terre à longueur de temps chez le libraire qui l'a recueilli, est réprimandé par celui-ci ; Hans Christian recrée pour son amie le dialogue entre les deux personnages du film de Jean Renoir. 

## Fiche technique
- Production, réalisation, scénario, dialogues  : Paul-Hervé Mathis (Herbert Mathese au générique)
- Images : Pierre Rigal
- 16 mm couleur
- Son : Gérard Marx (Nagra)
- Son direct sans musique
- 1 seul plan
- Photographe : Carlos Clarens
- Robe d'Anne Angel : Paco Rabanne
- Durée : 2 minutes 46
- Genre : comédie

Lors des premières projections dans les années 1970, Bathroom était intégré à Serenity. L'auteur refusant de nouvelles projections de Vinyl ! et de Serenity !, en 2001, Bathroom est projeté seul à la Cinémathèque française Grands Boulevards, lors d'une carte blanche à Raphaël Bassan. 
- Numérisé en 2K en 2019 pour le Collectif Jeune Cinéma.

## Distribution
- Hans Christian Van Hoof : Hans Christian
- Anna Angel : Anne

Assistant d'Henri Langlois durant des années au cours des années 1970, féru de littérature, Hans Christian Van Hoof a été proche de Jacques Robiolles, Mary Meerson, Nicholas Ray lors de sa période underground, Jacques Richard, Carlos Clarens, Hiroko Govaers, Klaus Kinski. 